# Ernst Günther (ämbetsman)

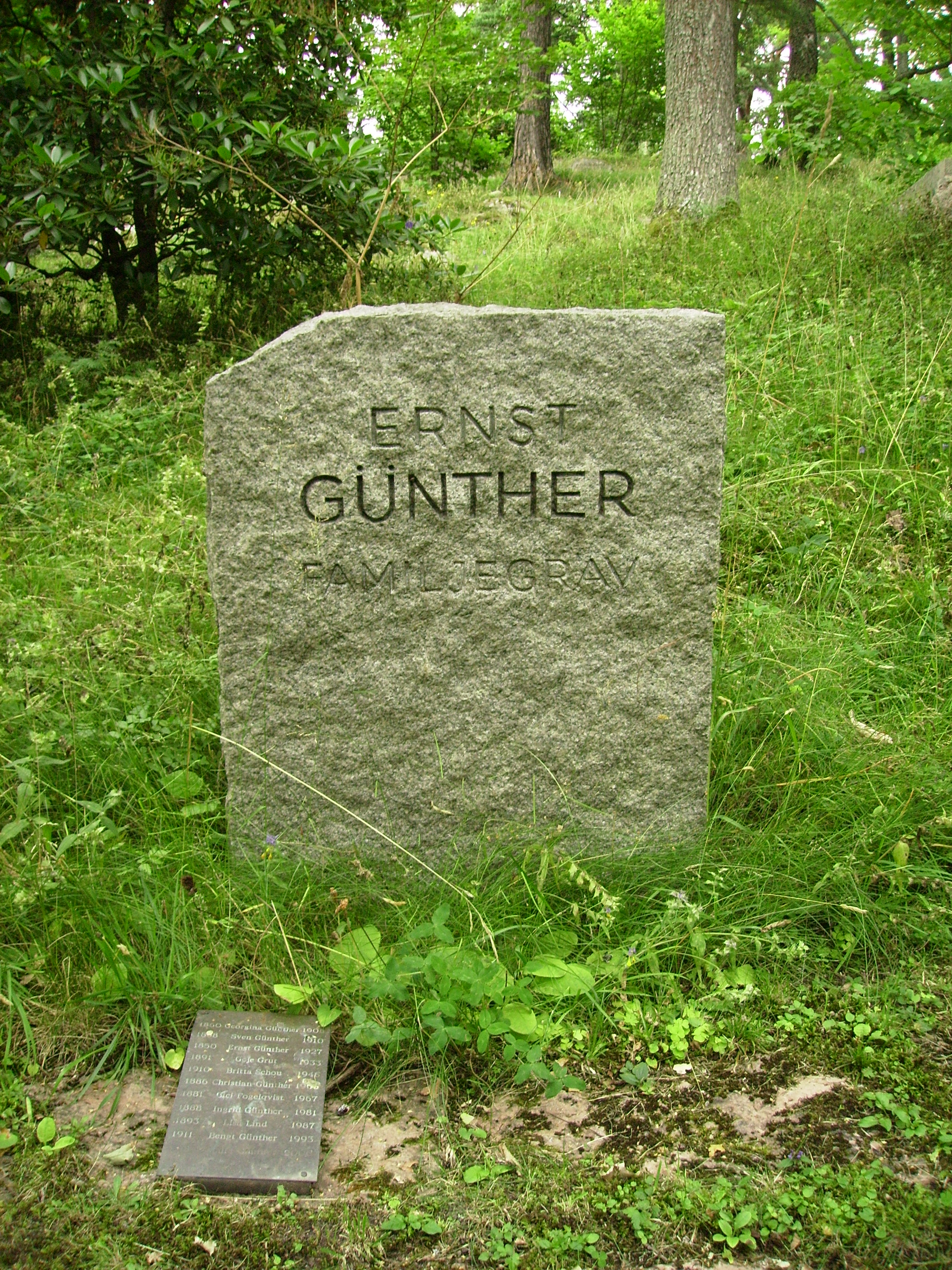
Ernst Günthers gravvård på Djursholms begravningsplats.

Ernst Axel Günther, född 28 september 1850, död 28 februari 1927, var en svensk diplomat. Han  var son till Claës Günther och far till Christian Günther.

## Biografi
Günther blev student 1870, tog hovrättsexamen 13 september 1875 vid Uppsala universitet, blev auskultant i Svea hovrätt den 28 september samma år och extra ordinarie notarie där den 1 oktober samma år. Han blev tillförordnad sekreterare i kommerskollegium 1886, ordinarie 1891, blev tillförordnat kommerseråd 1893, ordinarie 1897 och byråsekreterare där 1897-1904, överdirektör och chef för Patent- och registreringsverket 1904-05, envoyé i Kristiania 1905-08 samt i Köpenhamn 1908-18.
Günther medlade vid ett flertal tillfällen, bland annat 1908 i svåra arbetskonflikter. Det var i samband med upplösningen av unionen mellan Sverige och Norge som Günther utnämndes till den nya posten som svenskt sändebud i dåvarande Kristiania. Den svenska regeringen under liberalen Karl Staaf var vid detta spända tillfälle angelägen om att snabbt etablera goda relationer med Norge och valde en liberal med känd fredsvänlig profil. Günther utgav två memoarverk från diplomatkåren i Kristiania och Köpenhamn (båda 1923).
Günther blev riddare av Vasaorden 1890. Han var i sitt andra äktenskap gift med Georgina Boltenhagen (1860–1908). Han hade i sitt första äktenskap ett barn, och i det andra fem barn, bland dessa Christian Günther och Annie Löfstedt.
Ernst Günther är begravd på Djursholms begravningsplats.

## Utmärkelser

### Svenska utmärkelser
- Kommendör med stora korset av Nordstjärneorden, 6 juni 1915.[8]
- Kommendör av första klass av Nordstjärneorden, 6 juni 1906.[8]
- Kommendör av Nordstjärneorden, 1 december 1905.[8]
- Riddare av Nordstjärneorden, 18 september 1897.[8]
- Riddare av Vasaorden, 1 december 1890.[8]

### Utländska utmärkelser
- Storkorset av Danska Dannebrogorden, 6 maj 1909.[8]
- Andra klassen av Japanska Heliga skattens orden, 1898.[8]
- Storkorset av Norska Sankt Olavs orden, 4 juli 1908.[8]
- Storkorset av Portugisiska orden da Conceição, 1906.[8]
- Riddare av första klassen av Preussiska Kronorden, 1906.[8]
- Första klassen av Tunisiska orden Nischan el Iftikhar, 1906.[8]